# Bretagnolles
Bretagnolles ist eine französische Gemeinde mit 202 Einwohnern (Stand: 1. Januar 2022) im Département Eure in der Region Normandie. Sie gehört zum Arrondissement Évreux und zum Kanton Saint-André-de-l’Eure.
Die Einwohner werden Bretagnollais und Bretagnollaises genannt.

## Geographie
Bretagnolles liegt etwa 16 Kilometer ostsüdöstlich von Évreux.

### Nachbargemeinden
Umgeben ist Bretagnolles von den Nachbargemeinden Boisset-les-Prévanches im Norden, La Boissière im Osten, Serez im Süden und Südosten, Foucrainville im Südwesten sowie Fresney im Westen.

## Einwohnerentwicklung
| Jahr      | 1962 | 1968 | 1975 | 1982 | 1990 | 1999 | 2006 | 2013 | 2020 |
| --------- | ---- | ---- | ---- | ---- | ---- | ---- | ---- | ---- | ---- |
| Einwohner | 132  | 102  | 92   | 92   | 157  | 185  | 182  | 197  | 203  |

## Sehenswürdigkeiten
- Kirche Notre-Dame aus dem 12. Jahrhundert, seit 1961 als Monument historique eingeschrieben

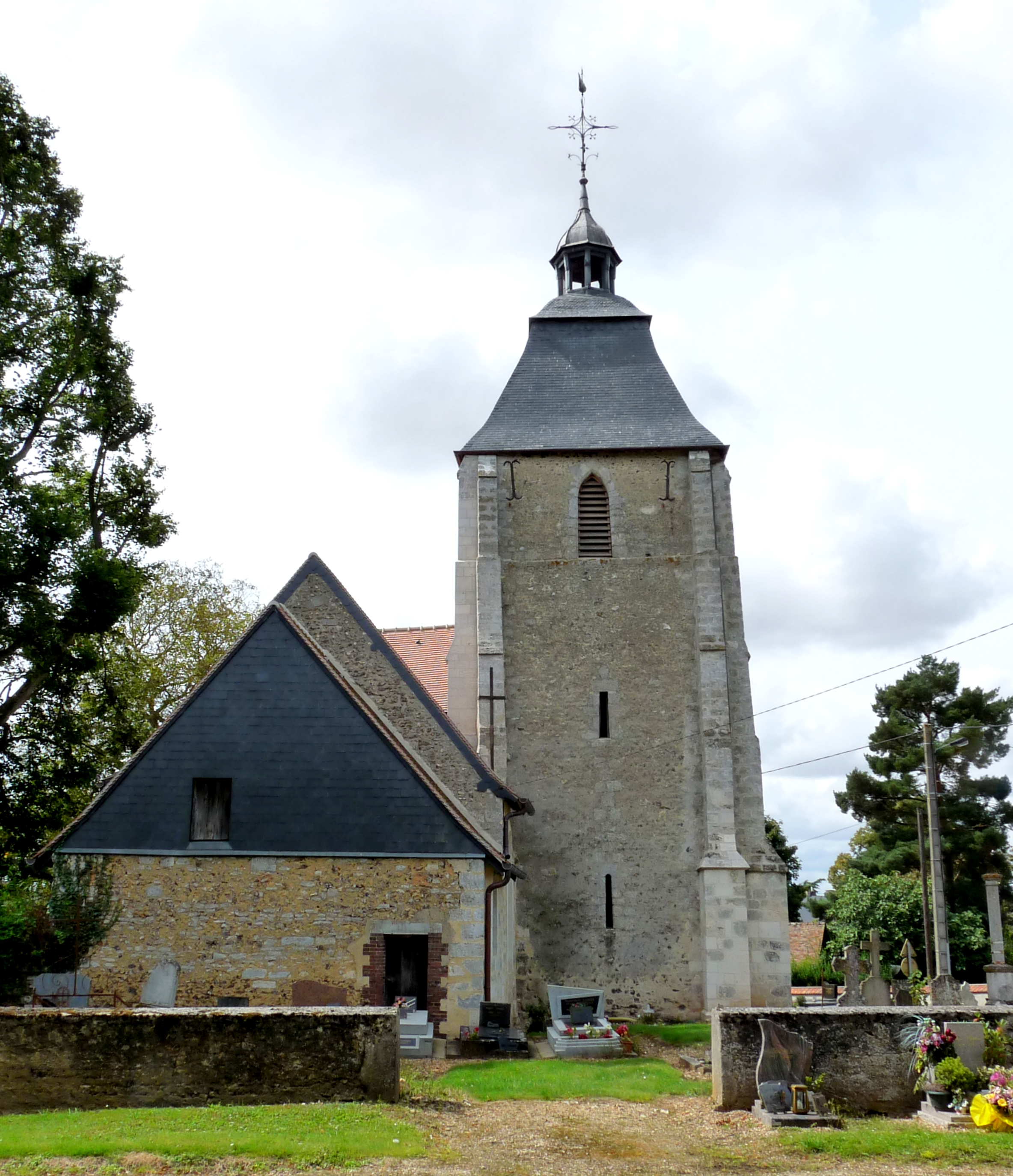
Kirche Notre-Dame